# Zăvoi (okręg Caraș-Severin)
Zăvoi – wieś w Rumunii, w okręgu Caraș-Severin, w gminie Zăvoi. W 2011 roku liczyła 710 mieszkańców. 